# Norbert Pogrzeba
Norbert Pogrzeba (Bytom, 23 giugno 1939) è un ex calciatore polacco, di ruolo attaccante.

## Carriera
Pogrzeba inizia la carriera nel Polonia Bytom, società militante nel massimo campionato polacco. Con il suo club ottiene al suo esordio in prima squadra il secondo posto nella I liga 1958, come la stagione seguente.
Ottiene un altro secondo posto nella I liga 1961 a cui segue la vittoria del campionato nel 1962. Nel 1964 Pogrzeba raggiunge con il suo club la finale della Coppa di Polonia, perdendola contro il Legia Varsavia. Nel 1965 vince la Coppa Piano Karl Rappan
Nel 1966, insieme a Jan Banaś e un altro giocatore, Pogrzeba decise di migrare illegalmente nell'Europa occidentale: fuggirono tutti prima della partita Polonia Bytom contro IFK Norrköping.
Nell'estate 1967 venne ingaggiato dagli statunitensi del St. Louis Stars. Con i Stars ottenne il secondo posto della Western Division della NPSL, non qualificandosi per la finale della competizione.
La stagione seguente, la prima della neonata NASL, la inizia in forza agli Stars venendo poi ingaggiato dai Dallas Tornado, con cui ottiene il quarto ed ultimo posto della Gulf Division.
Nel 1968, terminata l'esperienza americana, Pogrzeba torna in Europa per giocare con gli olandesi del NAC Breda. Milita nel NAC per quattro stagioni ottenendo come miglior piazzamento il settimo posto dell'Eredivisie 1968-1969.

## Palmarès

### Club

#### Competizioni nazionali
- Campionato polacco: 1

Polonia Bytom: 1962

#### Competizioni internazionali
- Coppa Piano Karl Rappan: 1

Polonia Bytom: 1964-1965